# North Charleston
North Charleston ist eine Stadt nahe Charleston im Charleston County und im Dorchester County des US-Bundesstaates South Carolina. Das U.S. Census Bureau hat bei der Volkszählung 2020 eine Einwohnerzahl von 114.852 ermittelt. North Charleston ist die zweitgrößte Stadt der Metropolregion Charleston–North Charleston mit 799.636 Einwohnern (Stand: 2020).
Die Stadt liegt am Anfang der Landzunge Charleston Peninsula zwischen dem Ashley River und dem Cooper River.

## Wirtschaft und Infrastruktur
Die Interstate 26 und die Interstate 526 führen durch North Charleston. Zum Stadtgebiet gehört auch der Luftwaffenstützpunkt Charleston Air Force Base und der Flughafen Charleston. Außerdem befindet sich die Charleston Southern University in North Charleston. Die Stadt ist Sitz von CreateSpace.com, eine Tochtergesellschaft von Amazon.com.

## Söhne und Töchter der Stadt
- Mendel Jackson Davis (1942–2007), Politiker
- Byron Maxwell (* 1988), American-Football-Spieler
- Carlos Dunlap (* 1989), American-Football-Spieler